# Christoph Wäger
Christoph Wäger (* 5. März 1965 in München) ist ein deutscher Jurist. Er ist seit dem 1. August 2007 Richter am Bundesfinanzhof, seit März 2022 Vorsitzender Richter.

## Leben und Wirken
Wäger war nach Abschluss seiner juristischen Ausbildung seit 1994 als Rechtsanwalt tätig. Im Jahr 2000 promovierte er über die „Besteuerung innergemeinschaftlicher Reihengeschäfte“ an der Westfälischen Wilhelms-Universität zu Münster. 2004 erhielt er die Zulassung als Fachanwalt für Steuerrecht. Seit 2005 war Wäger in einer Wirtschaftsprüfungsgesellschaft tätig.
Das Präsidium des Bundesfinanzhofs wies Wäger dem V. Senat zu, der für Umsatzsteuer, Körperschaft- und Gewerbesteuer (Steuerbefreiungen) sowie Kindergeld zuständig ist. Wäger war von Januar 2016 bis Januar 2020 Referent für Presse- und Öffentlichkeitsarbeit des Bundesfinanzhofs. Mit der Ernennung zum Vorsitzenden Richter am 1. März 2022 übernahm er den Vorsitz des V. Senats.